# Connezac
Connezac is een gemeente in het Franse departement Dordogne (regio Nouvelle-Aquitaine) en telt 79 inwoners (2009). De plaats maakt deel uit van het arrondissement Nontron.

## Geografie
De oppervlakte van Connezac bedraagt 5,6 km², de bevolkingsdichtheid is dus 14,1 inwoners per km².
De onderstaande kaart toont de ligging van Connezac met de belangrijkste infrastructuur en aangrenzende gemeenten.

## Demografie
Onderstaande figuur toont het verloop van het inwonertal (bron: INSEE-tellingen).